# Wireless Distribution System
Das Wireless Distribution System (WDS) ist ein Verfahren zur Adressierung von Datenframes in Wireless Local Area Networks nach IEEE 802.11, das anspruchsvolle Topologien ermöglicht, 1999 in aller Kürze definiert wurde und häufig missverstanden wird. Wie WDS genutzt werden soll, lässt die Definition offen, deshalb benutzt man im Regelfall Repeater des gleichen Herstellers.
Diese Adressierung schafft Grundlagen für Ad-hoc-Netze, Gateways zu Local Area Networks anderer Standards wie Ethernet, und beispielsweise für Bridges mittels Funktechnik. Für Ad-hoc-Netze und Gateways werden die Datenframes mit drei Adressen versehen, für alle anderen Zwecke mit vier Adressen:
1. Adressat
2. Übermittler
3. Ziel
4. Quelle

Mit diesem 4-Adressen-Format sind vielfältige Anwendungen möglich und vom WDS völlig freigestellt.

## Wireless Backbone

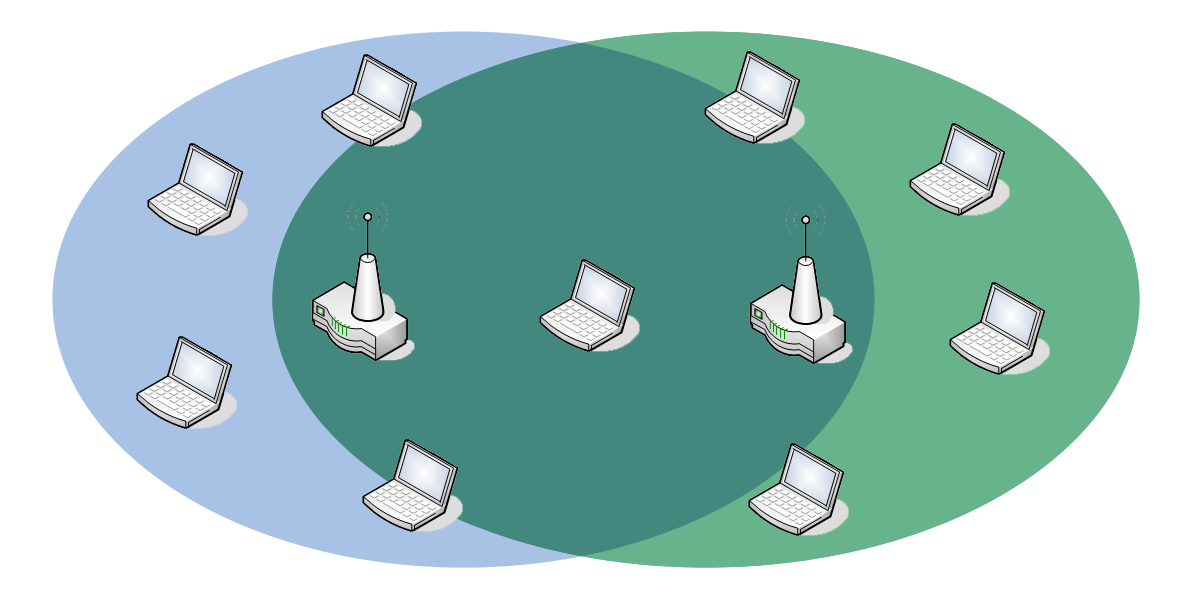
Schema eines WDS-Netzes

Eine mögliche Anwendung von WDS ist ein Funknetzwerk aus mehreren WLAN-Basisstationen (Wireless Access Point, AP). So kann man eine größere Netzabdeckung erreichen als mit einem einzelnen Zugriffspunkt, ohne eine Verkabelung aller Basisstationen. Einzig die Stromversorgung jeder einzelnen Basisstation ist erforderlich. WDS kann über eine einzelne WLAN-Schnittstelle am AP genauso integriert werden wie über mehrere.

### Technik
Single-Radio-WDS benutzt die WLAN-Schnittstelle sowohl für die Verbindung zu einem benachbarten Zugriffspunkt als auch für die Versorgung der WLAN-Nutzer (Clients). Dabei wird die Datenübertragungsrate der Schnittstelle halbiert, da die Pakete doppelt übertragen werden müssen. Deshalb lässt sich ein WDS-Netz besser mit einem Dual-Radio-WDS realisieren. Dabei wird ein Sender im AP zur Anbindung des nächsten Zugriffspunktes verwendet, ein zweiter für die Clients.
Alternativ bzw. ergänzend lassen sich auch komplexere Techniken wie Richtfunk, Beamforming oder Mehrwegeausbreitung (MIMO) einsetzen, um einer Verringerung der Bandbreite selbst bei Verwendung eines einzelnen Funkkanals entgegenzuwirken oder sie gar zu verhindern. Das findet in der Praxis jedoch relativ selten statt.
Im Optimalfall verwendet man Sender mit unterschiedlichen Standards (z. B. 802.11a, 802.11b/802.11g und 802.11n). Den einzelnen Zugriffspunkten müssen die WLAN-MAC-Adressen der anderen Zugriffspunkte bekannt sein. Außerdem sollte jeder dieselbe SSID (für WPA-Verschlüsselung zwingend), dasselbe IP-Subnetz, denselben Kanal und denselben Netzwerkschlüssel (WPA oder das unsicherere WEP) verwenden, da ansonsten Roaming bzw. Handover, also der „fliegende“ Wechsel von einem zum anderen Zugriffspunkt, nicht möglich ist.

### WDS-Modi
Es wird unterschieden zwischen dem Bridging-Modus, bei dem zwei als WLAN-Bridges konfigurierte Access Points ausschließlich miteinander kommunizieren (ohne dass sich weitere Clients verbinden können), und dem Repeating-Modus, bei dem mehrere Zugriffspunkte untereinander über WDS verbunden sind und sich zusätzlich WLAN-Clients verbinden dürfen. Im letzteren Modus kann somit das WLAN „erweitert“ werden, allerdings arbeiten die meisten Geräte hier nur mit WEP-Verschlüsselung.
Verbindungen, bei denen sich ein Access Point mit einem einzigen weiteren Access Point per WDS verbindet, werden Direktverbindungen (Point-to-Point) genannt, während Verbindungen, bei denen sich ein Access Point mit mehreren Access Points verbindet, als Point-to-Multipoint-Verbindungen bezeichnet. Diese beiden Verbindungsarten haben jedoch keinen Einfluss auf die Verwendungsmöglichkeiten der Bridge- und Repeater-Modi.

### Vergleich mit alternativen WLAN-Reichweitenerweiterungen
WDS kann mit dem Universal Repeater Mode verwechselt werden, der von vielen Access Points unterstützt wird.
|                                        | Wireless Distribution System (WDS)                              | Universal Repeater Mode                         |
| -------------------------------------- | --------------------------------------------------------------- | ----------------------------------------------- |
| Funktion                               | Bridge zwischen Access Points                                   | Repeater agiert als Client                      |
| Konfiguration                          | Einstellung auf beiden Access Points notwendig                  | Einstellung nur auf Repeater (Client) notwendig |
| Gleicher WLAN-Kanal notwendig          | ja                                                              | ja                                              |
| Halbierung der WLAN-Bandbreite         | ja                                                              | ja                                              |
| Verschlüsselung                        | nur WEP (WPA nur proprietär unter gleichen Herstellern möglich) | WEP, WPA, WPA2                                  |
| Gleiche SSID notwendig                 | ja (bei Verschlüsselung)                                        | nein                                            |
| Roaming zwischen Access Points möglich | ja                                                              | nein                                            |